# 湖北百合
湖北百合（学名：Lilium henryi）为百合科百合属下的一个种。

## 扩展阅读
- 維基物種上的相關：湖北百合